# Lambert (vliegtuigbouwer)
Lambert Aircraft Engineering is een Belgische vliegtuigbouwer opgericht in 1996 
op Internationale Luchthaven Kortrijk-Wevelgem. De oprichter is Filip Lambert, die zijn opleiding genoot aan de Cranfield University. 
Het eerste vliegtuig dat hij ontwierp en inmiddels in productie is, is de Lambert Mission M212. Het vliegtuig is ontstaan na marktonderzoek, waaruit bleek dat er behoefte was aan een familievliegtuig. Van 1992 tot 2003 heeft men aan het ontwerp en prototype gewerkt, de M212-100. Deze maakte zijn eerste vlucht op 13 juli 2004. Het is een vier-persoons laagdekker opgebouwd uit composietmaterialen die als bouwpakket, of als "nearly-factory-build" (is dus bijna als geheel) leverbaar is. Het productiemodel, de M212-200, heeft een aantal verbeteringen waaronder een grotere bagageruimte.
Vanaf 2005 produceert Lambert ook een ULM vliegtuig, de Lambart Mission M106. Een tweepersoons schouderdekker met STOL (Short take off and landing) eigenschappen en inklapbare vleugels. Dit vliegtuig is kant-en-klaar beschikbaar.

## Vliegtuigtypen
- Mission M212 (2004), vierpersoons eenmotorig propelleraangedreven privévliegtuig, zelfbouw. Leverbaar met een DeltaHawk DH200A4 (of DH180A4) motor of een Superior Air Parts XP-360 variant van de Lycoming O-360
- Mission M106 (2005), tweepersoons eenmotorig propelleraangedreven ULM, leverbaar met een ULPower UL260i motor.